# Poganica
Poganica [pɔɡaˈnit͡sa] est un village polonais de la gmina de Sidra dans le powiat de Sokółka et dans la voïvodie de Podlachie. Il se situe à environ 5 kilomètres au sud de Sidra, à 14 kilomètres au nord de Sokółka et à 49 kilomètres au nord-est de Białystok. 